# Deutsches Spionagemuseum
Het Deutsches Spionagemuseum, ook bekend als het German Spy Museum of Berlin Spy Museum, is een privaat museum in Berlijn gewijd is aan de geschiedenis van spionnen en spionage.
Het museum bevindt zich in het centrale gebied van de Potsdamer Platz, voorheen bekend als de "dodenstrook" omdat het aan de rand ligt van de Berlijnse Muur, die ooit Oost- en West-Berlijn scheidde.
Het museum fungeert als een educatieve instelling, met permanente tentoonstellingen die spionageverhalen en -tactieken samenbrengen en bezoekers onderdompelen in een multimedia-ervaring. Het museum richt zich met name op de wereldoorlogen en de Koude Oorlog door middel van een reeks van 1000 verschillende tentoonstellingen en kunstvoorwerpen. Het museum werkt samen met het International Spy Museum in Washington, D.C.
Het museum werd opgericht door voormalig journalist Franz-Michael Günther. Op 19 september 2015 werd het museum geopend voor het publiek. Sinds de opening hebben 1.000.000 mensen het museum bezocht.
In 2020 werd het museum genomineerd voor de European Museum of the Year Award.

## Afbeeldingen

Tentoonstelling over de Tweede Wereldoorlog
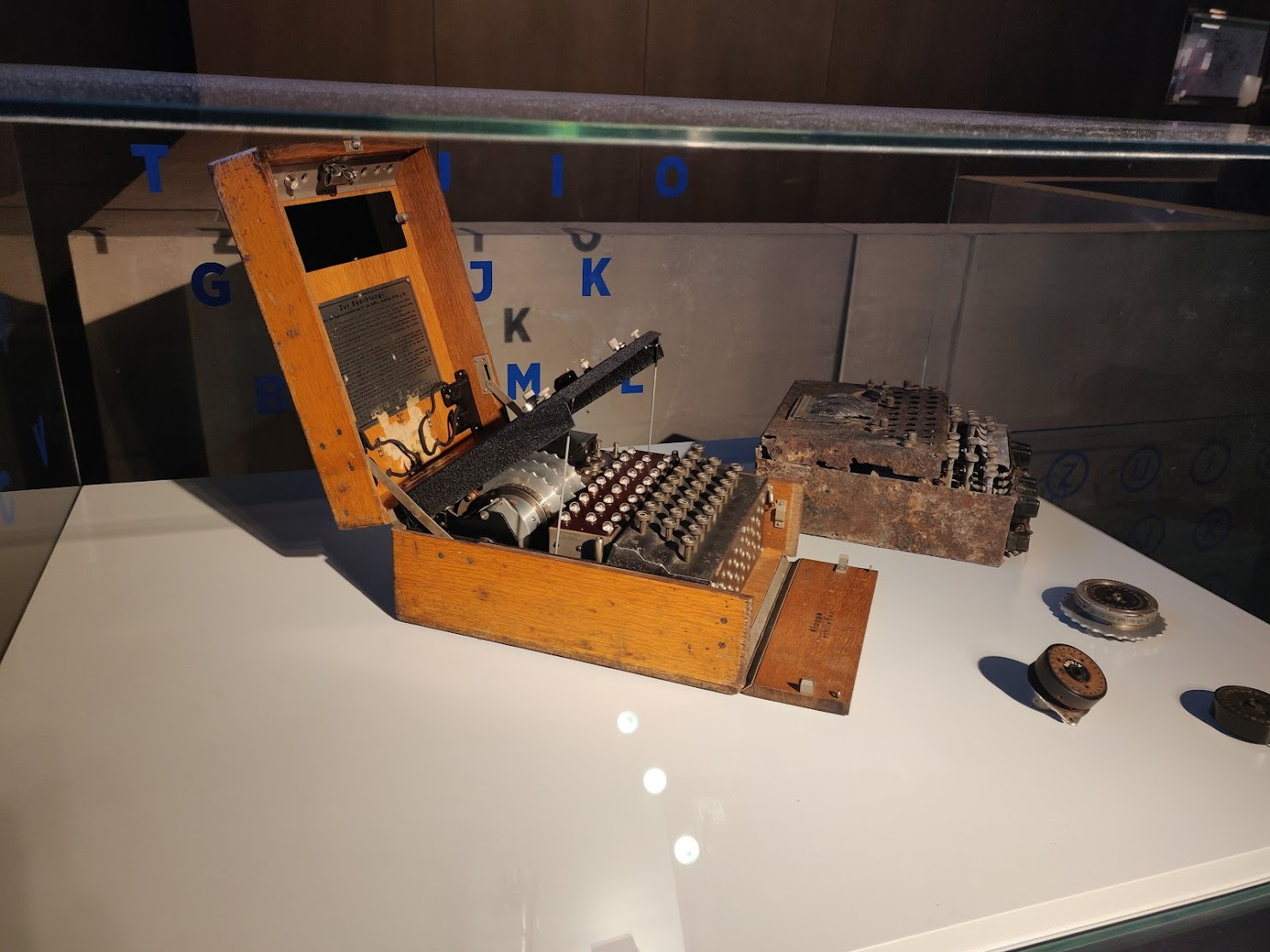
Duitse Enigma-codeermachine tentoongesteld in het museum. Deze machines werden gebruikt door de nazi's om ten behoeve van tactische geheimhouding in de Tweede Wereldoorlog versleutelde informatie te versturen.